# Instytut Teatralny im. B. Szczukina
Instytut Teatralny im. Borisa Szczukina przy Państwowym Akademickim Teatrze im. Jewgienija Wachtangowa (ros. Федеральное бюджетное государственное образовательное учреждение высшего образования «Театральный институт имени Бориса Щукина при Государственном академическом театре имени Евгения Вахтангова») – radziecka, następnie rosyjska uczelnia publiczna w Moskwie. 
Za datę powstania uczelni przyjmuje się rok 1913, od 1945 jest szkołą wyższą.